# Xã Albion, Quận White, Arkansas
Xã Albion (tiếng Anh: Albion Township) là một xã thuộc quận White, tiểu bang Arkansas, Hoa Kỳ. Năm 2010, dân số của xã này là 297 người.